# Volxemia seabrai
Volxemia seabrai é uma espécie de coleóptero da tribo Eburiini (Cerambycinae), com distribuição apenas no estado do Espírito Santo (Brasil).

## Sistemática
- Ordem Coleoptera
  - Subordem Polyphaga
    - Infraordem Cucujiformia
      - Superfamília Chrysomeloidea
        - Família Cerambycidae
          - Subfamília Cerambycinae
            - Tribo Eburiini
              - Gênero Volxemia
                - V. seabrai (Zajciw, 1968)